# Roeslan Aoesjev
Roeslan Soeltanovitsj Aoesjev (Russisch: Руслан Султанович Аушев) (Volodarskoje (oblast Koktsjetav, Kazachse SSR), 29 oktober 1954) is een Russisch-Ingoesjetisch politicus en was de eerste president van de autonome deelrepubliek Ingoesjetië.

## Jeugd en militaire carrière
Aoesjev werd geboren in het gezin van de Ingoesjetische ambtenaar Soeltan Joesoepovitsj Aoesjev en zijn vrouw Tamara Isoeltanovna Aoesjeva in het dorp Volodarskoje in het district Volodarski van de oblast Koktsjetav (nu oblast Soltüstik Qazaqstan) in de Kazachse SSR, waarheen zij en duizenden andere families waren gedeporteerd in februari 1944 in opdracht van Stalin.
Van 1971 tot 1976 studeerde hij aan de militaire school van Ordzjonikidze in Ordzjonikidze en werkte daarna tot 1980 voor het militair district Noord-Kaukasus. Hierin was hij van 1975 tot 1976 commandant van een gemotoriseerd infanteriepeloton, van 1976 tot 1979 commandant van een gemotoriseerde infanteriecompagnie en van 1979 tot 1980 chef-staf van een gemotoriseerd infanteriebataljon.
Vanaf begin 1980 was Aoesjev gedurende vier jaar en zeven maanden actief binnen het een contingent van de Sovjettroepen (40e Leger van het militair district Turkestan) in de Afghaanse Oorlog in de Democratische Republiek Afghanistan. Hij bezocht dit land tweemaal tussen 1980 en 1987, waarbij hij tussendoor terugkeerde om zijn studie voort te zetten. Tijdens deze periode was hij van 1981 tot 1982 bevelhebber over bataljon van het 180e regiment van de 108e Nevelskoj Krasnoznamjonnoj gemotoriseerde divisie van de Sovjettroepen in Afghanistan. Voor zijn daden kreeg hij op 7 mei 1982, toen hij de rang van kapitein had bereikt, de Leninorde, een Gouden Stermedaille (nr. 11472) en de titel Held van de Sovjet-Unie, waarmee hij een van de eerste was in deze oorlog die deze titel ontving. Tussen 1982 en 1985 studeerde hij wederom aan de Froenze-academie en bereikte de titel van majoor. Daarop keerde hij terug en was van 1985 tot 1987 chef-staf van het 180e regiment. In die hoedanigheid raakte hij op 16 oktober 1986, toen hij de rang van luitenant-generaal had bereikt, zwaargewond tijdens een gevecht bij de Salangtunnel, maar na te zijn behandeld voor zijn verwondingen in de Sovjet-Unie, keerde hij weer terug. Ook zijn broers Adam en Bagaoetdin vochten als officieren voor het Sovjetleger in Afghanistan tijdens hun militaire dienst.
In 1987 vertrok hij naar het militair district Verre Oosten, waar hij van bevelhebber over een gemotoriseerd infanterieregiment opklom tot vice-divisiehoofd van het bestuur over de gevechtstrainingsassociatie. Tussen 1987 en 1991 was hij achtereenvolgens bevelhebber over een gemotoriseerd infanterieregiment, onderbevelhebber over een gemotoriseerde infanteriedivisie en onderbevelhebber over de afdeling gevechtstraining van het militair district Verre Oosten.

## Politieke carrière
Tussen maart 1989 en augustus 1991 begon hij zijn politieke carrière als afgevaardigde voor regio nr. 102 van de kraj Primorje, waarbij hij in december 1989 zich aansloot bij de politieke groep Rodina tijdens het Vierde Partijcongres van de Communistische Partij van de Sovjet-Unie. In augustus 1991 kreeg Aoesjev de rang van generaal-majoor en werd aangesteld als voorzitter van het Comité voor zaken met betrekking tot soldaat-internationalen van de ministerraad van de Sovjet-Unie. Van augustus tot december van dat jaar was Aoesjev voorzitter van dezelfde raad, maar ditmaal van de President van de Sovjet-Unie en sindsdien is hij altijd voorzitter gebleven van deze raad.
Nadat de Tsjetsjeens-Ingoesjetische ASSR was opgesplitst in twee aparte republieken, Ingoesjetië en Tsjetsjenië, werd Aoesjev op 10 november 1992 aangesteld als gevolmachtigd vertegenwoordiger van het interim-bestuur van Ingoesjetië. Hij werd geconfronteerd met de etnische zuivering van Ingoesjen uit het Noord-Ossetische district Prigorodny door Ossetische milities, waarbij hij het niet voor elkaar kreeg om de Ingoesjeten terug te laten keren door tegenstand van Ossetische en Russische bestuurders. Daarop trad hij af op 19 december van dat jaar, nadat hij de Russische troepen had opgeroepen zich terug te trekken uit het conflictgebied.Meteen daarop begon hij aan een verkiezingscampagne voor het presidentschap van de Ingoesjetische republiek, waarvoor hij ongeveer 100.000 handtekeningen wist te verkrijgen.
Op 28 februari 1993 werd hij met 99,94% van de stemmen (hij was de enige kandidaat) verkozen tot president van de republiek. Tijdens zijn eerste jaren was zijn belangrijkste doel het behouden van de rust in de republiek (geen militaire acties) en het vasthouden aan de onafhankelijkheid van de republiek. Wel toonde hij sympathie voor Dzjochar Doedajev. In januari 1994 werd hij gekozen tot afgevaardigde van de Federatieraad van Rusland voor Ingoesjetië en werd lid van de commissie voor vraagstukken met betrekking tot veiligheid en defensie. In maart 1997 trad hij toe tot de federale commissie voor de problemen in Tsjetsjenië, dat een jaar eerder de Russen het gebied uit had gedreven en in een schurkenstaat was veranderd door een interne machtsstrijd. Op 1 maart 1998 werd hij herverkozen als president van Ingoesjetië, ditmaal met 66,5 procent van de stemmen. Zijn belangrijkste tegenstander bij deze verkiezingen was het hoofd van het internationale wettelijk departement van de Russische Openbare Aanklager Issa Kostojev, die ongeveer 15 procent van de stemmen wist te vergaren. Op 31 mei 2000 werd Aoesjev door president Vladimir Poetin ontslagen uit het leger met de titel van luitenant-generaal. Op 28 december 2001 trad hij voortijdig af als president van Ingoesjetië en op 15 mei 2002 ook uit de Federatieraad. Aoesjev klaagde dat de verkiezingen voor de benoeming van zijn opvolger als president niet eerlijk waren verlopen en gericht waren op het aan de macht brengen van Moerat Zjazikov.
In de zomer 2002 was Aoesjev een van de oprichters van de Russische Wereldpartij.
Tijdens de gijzeling in Beslan was hij een van de Russische onderhandelaars die het gebouw waar de gijzelnemers zich bevonden mocht betreden. Door zijn toedoen wist hij drie vrouwen die borstvoeding gaven en hun baby's vrij te krijgen en nam zelf ook een baby mee naar buiten, waarvan de moeder met een ander kind achterbleef. Een half uur later lieten de gijzelnemers nog 26 vrouwen gaan met kinderen tot twee jaar.
In oktober 2018 bezocht hij de Ingoesjetische hoofdstad Magas om de protestanten tegen de overlevering van een gedeelte van Ingoesjetisch grondgebied aan Tsjetsjenië een hart onder de riem te steken. Hij behoedde hen ervoor om niet te reageren op provocaties.